# 臺灣東部地區選舉地理

中華民國國家發展委員會國土區域離島發展處定義的中華民國東部地區範圍。

依據國家發展委員會國土區域離島發展處所擬訂之「台灣地區綜合開發計畫」，台灣東部地區選舉地理包括花蓮縣、台東縣等兩縣，統稱「東臺灣」。本區只有50萬以上人口，亦是全區域人口中第二少。泛藍陣營在此區佔有絕對優勢。

## 概論
中華民國東部地區各縣市現階段的市長及區域立委：
| 藍綠偏向       | 縣市   | 泛綠 | 泛藍 | 現時縣市政府執政黨（2022年） | 現時區域立法委員（2024年） |
| -------------- | ------ | ---- | ---- | ---------------------------- | -------------------------- |
| 泛藍基本盤極高 | 臺東縣 | 34%  | 66%  | 中國國民黨                   | 中國國民黨1席              |
| 泛藍基本盤極高 | 花蓮縣 | 31%  | 69%  | 中國國民黨1席                | 中國國民黨1席              |

## 花蓮縣

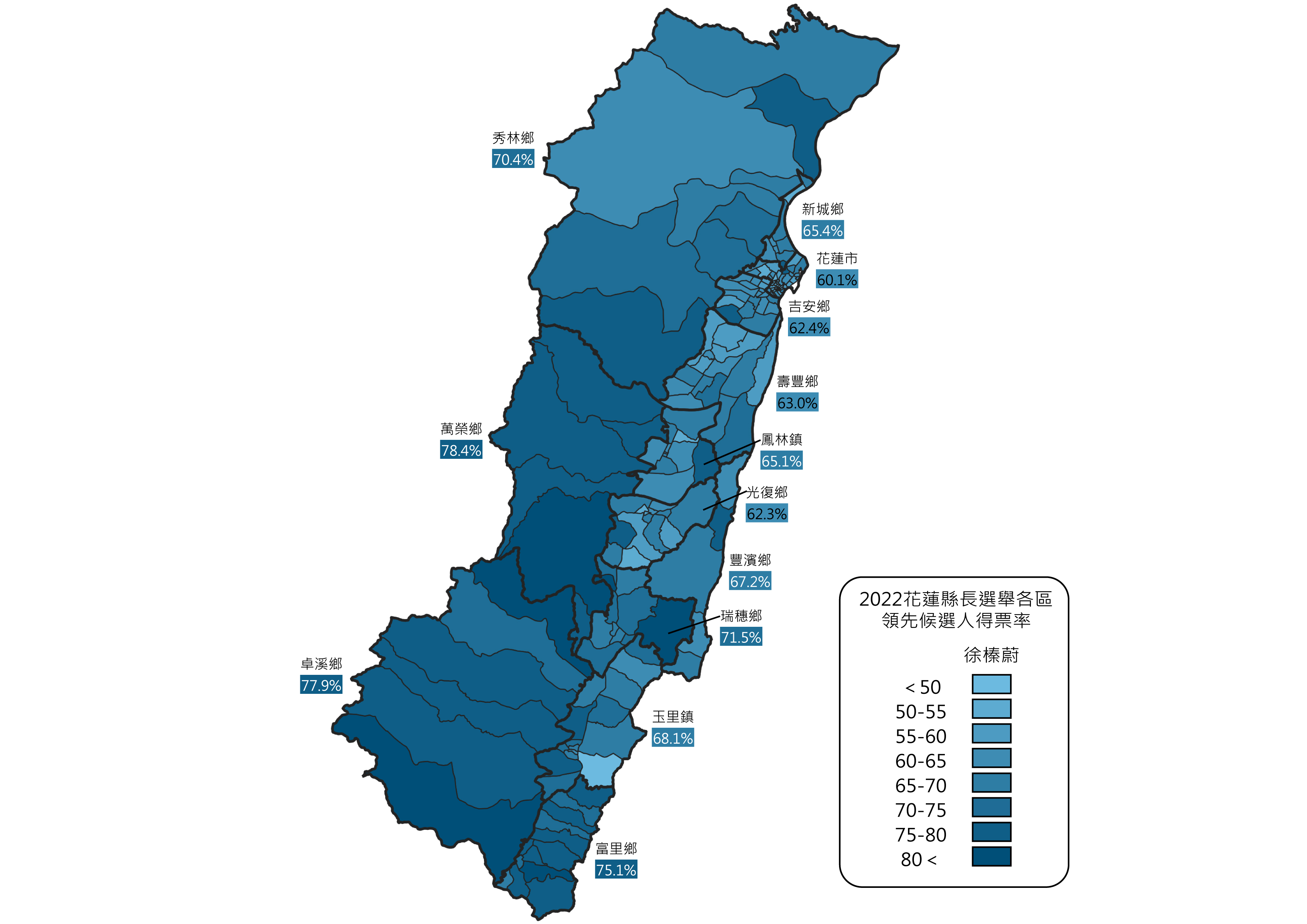
2022花蓮縣長選舉得票分布。

2022年花蓮縣議員選舉席次分布。

| 2022年花蓮縣縣長選舉結果 | 2022年花蓮縣縣長選舉結果    | 2022年花蓮縣縣長選舉結果 | 2022年花蓮縣縣長選舉結果 | 2022年花蓮縣縣長選舉結果 | 2022年花蓮縣縣長選舉結果 |
| 號次                     | 候選人                      | 政黨                     | 得票數                   | 得票率                   | 當選標記                 |
| ------------------------ | --------------------------- | ------------------------ | ------------------------ | ------------------------ | ------------------------ |
| 1                        | 徐榛蔚                      | 中國國民黨               | 96,645                   | 64.73%                   |                          |
| 2                        | 黃師鵬                      | 無黨籍                   | 4,817                    | 3.23%                    |                          |
| 3                        | 谷辣斯·尤達卡(Kolas Yotaka) | 民主進步黨               | 47,845                   | 32.04%                   |                          |
| 選舉人數                 | 選舉人數                    | 選舉人數                 | 266,058                  | 266,058                  | 266,058                  |
| 投票數                   | 投票數                      | 投票數                   | 153,138                  | 153,138                  | 153,138                  |
| 有效票                   | 有效票                      | 有效票                   | 149,307                  | 149,307                  | 149,307                  |
| 無效票                   | 無效票                      | 無效票                   | 3,831                    | 3,831                    | 3,831                    |
| 投票率                   | 投票率                      | 投票率                   | 57.56%                   | 57.56%                   | 57.56%                   |

### 概要
花蓮縣位於中華民國東部，古稱奇萊、洄瀾、後山、多羅滿，人口達32萬人，縣治花蓮市及其衛星鄉鎮人口就約20萬人，為東部地區都市規模最大、最熱鬧、機能最好的都會區，乃全國面積最大的縣份，以自然觀光資源著名，由於氣候怡人宜居，又位於中央山脈之後，也素有「台灣後花園」之美譽。花蓮縣是台灣原住民族最多的區域，全縣各區皆為藍營優勢區，尤其在新城、光復、玉里、豐濱、秀林、萬榮、卓溪擁有絕對優勢。

### 歷年選情
花蓮縣除首屆民選縣長楊仲鯨為黨外人士（中國民主社會黨）外，縣府即長年藍營執政。直到2009年底，時任藍委傅崐萁退黨當選縣長，才終止了國民黨在花蓮長達五十多年來的執政。此外在徐榛蔚當選花蓮縣長以前，花蓮縣政壇在縣長與省議員有閩客輪流分治的默契。
1992年中華民國立法委員選舉，由國民黨謝深山及前民進黨主席黃信介當選花蓮縣區域立委，泛綠才突破泛藍在花蓮的一黨壟斷之局面。該年選舉黃信介的對手花蓮市長魏木村及其弟花蓮縣議員魏東河等集體做票事件是中國國民黨候選人作票遭判刑入獄的歷史首例，一般相信此事件對泛綠勢力在當地生根及花蓮歷屆選舉有很大的影響。
1993年中華民國縣市長選舉中，國民黨提名的河洛籍人士王慶豐，與民進黨提名的陳永興、原住民族群結合的獨立人士林榮輝展開角逐。最後王慶豐以八萬九千多票當選，而陳永興也拿下四萬五千多票。在1997年中華民國縣市長選舉中，國民黨提名時任縣長王慶豐尋求連任，民進黨則徵召東吳大學教授游盈隆參選。最後，王慶豐成功獲得連任，不過游盈隆亦拿下四成三的票數，是民進黨首次在花蓮取得超過四成票數。
1995年中華民國立法委員選舉，則為國民黨鍾利德、民進黨陳永興當選花蓮縣區域立委，藍綠各維持均分態勢。
1998年中華民國立法委員選舉，國民黨鍾利德連任及時任省議員張福興當選、民進黨則因游盈隆及陳永興泛綠分裂而喪失原有一席立委。
在2001年中華民國縣市長選舉中，國民黨提名客家籍人士張福興競選，儘管泛藍分裂，張氏仍以一萬多票之差擊敗民進黨的游盈隆當選縣長，但張氏上任一年多即過世，任期未滿一半必須進行補選。該次縣長補選，泛藍共推曾任行政院勞委會主委、行政院秘書長、河洛籍謝深山參選，民進黨提名游盈隆第三次出征。前縣長吳國棟則以無黨籍參選，並獲親民黨一些基層組織的支持。三方鼎足而立，互不相讓。最後由謝深山以七萬多票獲勝。同年2001年中華民國立法委員選舉，分別由親民黨傅崐萁及民進黨盧博基當選，為國民黨首次無花蓮縣區域立委之紀錄。而後2004年中華民國立法委員選舉，親民黨傅崐萁及民進黨盧博基連任成功，國民黨則未提名任何人選。
在2005年中華民國縣市長選舉中，雖然泛藍再度分裂，但謝深山仍然以四成餘的票數獲得連任。在2008年中華民國立法委員選舉中，花蓮縣選區由泛藍（國親聯盟）共同推舉的傅崐萁當選，而在同年的2008年中華民國總統大選中，馬英九在花蓮縣取得了七成七的票數。
然而，在2009年中華民國縣市長選舉中，國民黨提名杜麗華參選，時任國民黨立委傅崐萁及國民黨籍副縣長張志明則分別脫黨參選。在選戰中，時任縣長謝深山以及民進黨同時支持無黨籍張志明，產生「綠謝結盟」。不過最後，無黨派人士傅崐萁以五成六票數勝出，終止了花蓮五十多年來的國民黨執政，但傅崐萁仍被視為泛藍一部分。而在同日舉行的2009年中華民國鄉鎮市長選舉中，民進黨候選人田智宣則成功當選花蓮市長。在2010年花蓮縣選舉區立法委員缺額補選中，國民黨候選人王廷升僅以六千多票微幅差距險勝民進黨徵召的蕭美琴。
2012年中華民國總統大選中，馬英九在花蓮縣以七成的得票率領先。而在同日舉行的2012年中華民國立法委員選舉中，國民黨提名的候選人王廷升以四成五的票數當選連任,無黨派候選人張智超得票率兩成八，民進黨候選人賴坤成則獲得兩成六的票數。
2014年九合一選舉中,時任無黨派縣長傅崐萁選布參選連任並爭取國民黨提名，唯國民黨並未答應遂推出蔡啟塔參選。因應傅崐萁官司變數，傅崐萁夫人徐榛蔚亦同時登記參選。選舉結果，傅崐萁以五成七得票率，八萬九千餘票順利連任。
2016年中華民國總統大選中，國民黨朱立倫在花蓮縣以四成八的得票率領先。而在同日舉行的2016年中華民國立法委員選舉，民進黨提名的候選人蕭美琴以五成四的得票率當選，國民黨候選人王廷升則獲得四成四的得票率，為民進黨於單一選區兩票制實施後首度囊括花蓮縣區域立委名額。
2018年九合一選舉，中國國民黨徵召時任不分區立法委員，傅崐萁縣長的夫人徐榛蔚參與選舉，徐榛蔚的參選，被視為花蓮「傅家天下」的延續。但由於選前傅崐萁亦因案入獄，行政院指派「拔管大將」法務部政務次長蔡碧仲代理花蓮縣長。蔡碧仲入主縣府後，起用民進黨區域立委蕭美琴的部屬出任縣府首長職位，大幅修改傅崐萁的政策，並查傅崐萁任內的「疑似弊案」。令徐榛蔚得到同情支持。結果以接近八萬票的大幅差距勝選，成為花蓮縣史上第一位女性縣長，並在全縣各個村里都完全過半獲勝，為本次九合一選舉中獲勝比例最高者。
2020年中華民國總統副總統及立法委員選舉，前花蓮縣長傅崐萁以無黨籍之姿擊敗尋求連任的民進黨蕭美琴及國民黨提名人黃啟嘉;國民黨總統候選人韓國瑜在花蓮縣的得票率60.38%則高於民進黨候選人蔡英文的35.91%。
在2021年四大公投中，泛藍所主張的同意，大勝泛綠所主張的不同意39個百分比。（四項平均）

## 台東縣

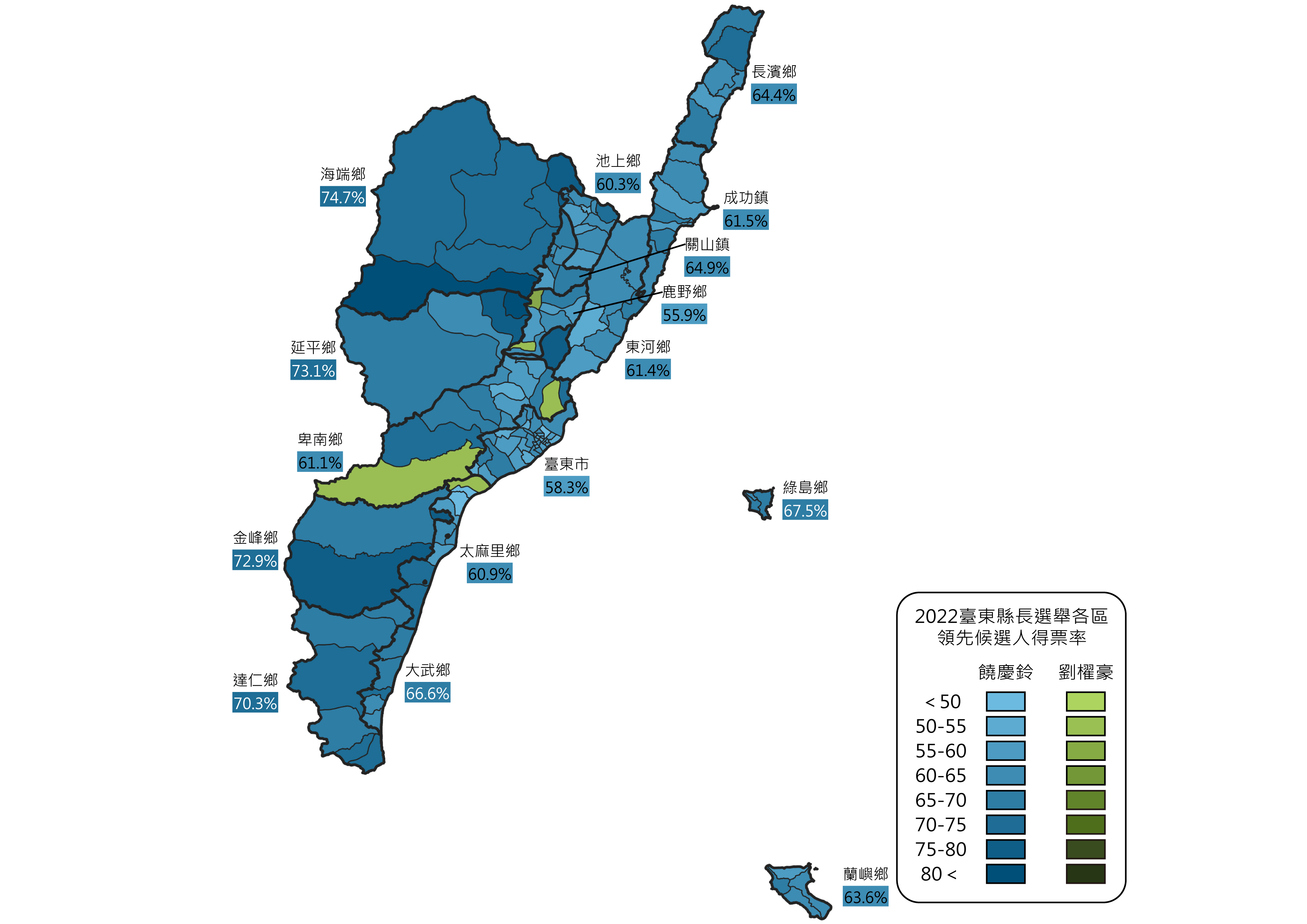
2022年台東縣長選舉得票分布。

2022年台東縣議員選舉席次分布。

| 2022年臺東縣縣長選舉結果 | 2022年臺東縣縣長選舉結果 | 2022年臺東縣縣長選舉結果 | 2022年臺東縣縣長選舉結果 | 2022年臺東縣縣長選舉結果 | 2022年臺東縣縣長選舉結果 | 2022年臺東縣縣長選舉結果 |
| 號次                     | 候選人                   | 政黨                     | 得票數                   | 得票率                   | 當選標記                 |                          |
| ------------------------ | ------------------------ | ------------------------ | ------------------------ | ------------------------ | ------------------------ | ------------------------ |
| 1                        | 陳長宏                   | 無黨籍                   | 2,383                    | 2.12%                    |                          |                          |
| 2                        | 饒慶鈴                   | 中國國民黨               | 68,661                   | 61.22%                   |                          |                          |
| 3                        | 劉櫂豪                   | 民主進步黨               | 41,104                   | 36.65%                   |                          |                          |
| 選舉人數                 | 選舉人數                 | 選舉人數                 | 177,853                  | 177,853                  | 177,853                  |                          |
| 投票數                   | 投票數                   | 投票數                   | 115,226                  | 115,226                  | 115,226                  |                          |
| 有效票                   | 有效票                   | 有效票                   | 112,148                  | 112,148                  | 112,148                  |                          |
| 無效票                   | 無效票                   | 無效票                   | 3,078                    | 3,078                    | 3,078                    |                          |
| 投票率                   | 投票率                   | 投票率                   | 64.79%                   | 64.79%                   | 64.79%                   |                          |

### 概要
台東縣位於中華民國東南部，人口達21萬人，乃全國本土人口密度和人口最低的縣，但以面積而言是全臺灣第三大縣，地形上因面山近海，使其自然資源相當豐富。全縣各區皆為藍營優勢區，尤其在大武、東河、成功、長濱、蘭嶼、綠島、海端、延平、達仁、金峰擁有絕對優勢。

### 歷年選情
台東縣在2000年中華民國總統大選之後首次政黨輪替以前，除第五屆縣長黃順興為青年黨之外，即長年藍色執政。在1997年中華民國縣市長選舉，台東縣國民黨部便因無法擺平由當時的國民黨省議員徐慶元與時任國民黨縣長陳建年競選而分裂。最後徐慶元脫黨參選，雖然在驚濤駭浪中以一千票的微幅差距敗給陳，但也證實自己在台東縣地方政壇具有雄厚實力。而在2000年中華民國總統大選時，台東縣則倒向脫黨參選的宋楚瑜。
到了2001年中華民國縣市長選舉，在陳建年受限於法規無法競選的情況下，國民黨提名時任議長吳俊立參選，對上當時已加入親民黨的徐慶元，以及民進黨提名的賴坤成。最後，徐慶元高票當選縣長，一圓擔任縣長的願望。此後，徐慶元以各種顯著的舉動，如任用民進黨籍的副縣長，甚至進一步退出親民黨，支持民進黨的候選人，並聲稱這是為台東爭取更多資源而作出的改變，即「台東優先政黨放一邊」。在台東長期支持泛藍的政治生態圈中，此位一再變換黨籍的縣長可謂異數。
徐慶元在2005年初，曾經一度表達參選連任的意願，而各種民調也顯示其人氣仍居高不下。然而，在2005年中華民國縣市長暨縣市議員選舉前兩月，徐決定退選，並全力支持民進黨的時任副縣長劉櫂豪參選。由於劉櫂豪的參選當屬突然，以致於無法獲得民進黨推薦，僅能登記為無黨派的身份參選。而時任議長、國民黨籍的吳俊立繼2001年後再度挑戰縣長職位，唯時任國民黨主席馬英九因吳涉及弊案最後撤回對他的政黨推薦。最後，由於劉的起步過晚，且泛藍基本盤在台東縣具有絕對優勢，而導致吳俊立高票當選。
不過因吳俊立涉嫌貪污案一審判有罪，內政部依據地方制度法予以停職；吳俊立隨即辭職，造成台東縣長於2006年4月進行補選。在補選中，國民黨提名前縣長夫人鄺麗貞參選，民進黨的劉櫂豪以及前台東市長賴坤成則同時以無黨派身份參選，倒致泛綠發生分裂。結果，鄺麗貞以六成餘的得票率當選縣長，國民黨也重奪失去四年多的台東縣長寶座。在2008年中華民國立法委員選舉中，台東縣選區由國民黨提名的黃健庭當選，而在同年的2008年中華民國總統大選中，馬英九在台東縣取得了七成三的票數。
然而，在2009年中華民國縣市長選舉中，國民黨提名時任立委黃健庭僅以5000餘票微幅差距險勝民進黨徵召的劉櫂豪。而在2010年臺東縣選舉區立法委員缺額補選中，民進黨候選人賴坤成擊敗國民黨提名的鄺麗貞，成為台東縣首位民進黨立委。在2012年中華民國總統大選中，馬英九在台東縣以六成六的得票率領先。而在同日舉行的2012年中華民國立法委員選舉中，因泛藍分裂狀況下，民進黨提名的候選人劉櫂豪以四成二的票數當選，國民黨候選人饒慶鈴得票率三成，無黨派候選人吳俊立則獲得兩成五票數。
2014年九合一選舉中，國民黨提名時任縣長黃健庭競選連任，民進黨則提名捲土重來的時任立委劉櫂豪。選舉結果黃健庭以1萬多票，九個百分點的差距順利連任。
2016年中華民國總統大選中，國民黨朱立倫在台東縣以四成五的得票率領先。而在同日舉行的2016年中華民國立法委員選舉中，民進黨提名的候選人劉櫂豪以六成四的得票率當選，國民黨候選人陳建閣得票率三成六。
2018年中華民國直轄市長及縣市長選舉，國民黨饒慶鈴以59.05%的得票率擊敗第三度參選縣長的民進黨劉櫂豪而當選。
2020年中華民國總統副總統及立法委員選舉，民進黨劉櫂豪以五成三的得票率擊敗國民黨提名人張志明順利連任立委;國民黨總統候選人韓國瑜在台東縣的得票率58.28%則高於民進黨候選人蔡英文的38.12%。
在2021年四大公投中，泛藍所主張的同意，大勝泛綠所主張的不同意32個百分比。（四項平均）

### 文獻
1. ↑  《都市及區域發展統計彙編》內容簡介，行政院經濟建設委員會官方網站 的存檔，存档日期2007-10-14.
2. ↑  . 2025 台灣選舉地理-縣市選民結構篇：第三勢力的破壞效應.   [2025-02-22].
3. ↑  . 中央選舉委員會.   [2022-11-27]. （原始内容存档于2022-11-28）.
4. 1 2 3  花蓮縣》傅超高票 張、杜提早承認落敗 的存檔，存档日期2013-12-05.，聯合報
5. 1 2  《重修台灣省通志》＜卷八．職官志第一冊-文職表篇＞，劉寧顏，台灣省文獻委員會，1993年
6. ↑  花莲县：闽客权力分配 （页面存档备份，存于）.中国网
7. ↑  花縣選情混沌 謝游吳三陣營拉鋸 （页面存档备份，存于）.人間福報
8. ↑  花蓮首位外省民選縣長 胡子萍 （页面存档备份，存于）.更生日報
9. ↑  國民黨花蓮打內戰　正藍旗最強淪為最弱 （页面存档备份，存于）.台灣中評網
10. ↑  何來美.  (PDF). 客家文化發展中心.   [2024-07-20]. （原始内容存档 (PDF)于2024-07-20） （中文（繁體））.
11. 1 2  參選花蓮市區域立委 對手作票 的存檔，存档日期2008-11-18.，聯合報
12. 1 2 3  王建民. . 九州出版社. 2003年. ISBN 9787801149350.
13. 1 2 3 4 5 6 7 8 9 10 11 12 13 14 15 16 17 18 19 20 21 22 23  中選會資料庫網站 的存檔，存档日期2004-09-08.，中央選舉委員會
14. 1 2  花蓮縣長選情 三雄鼎力各擅勝場 （页面存档备份，存于），大紀元
15. ↑  . 公視. 2011-08-02  [2024-07-20]. （原始内容存档于2024-07-20） （中文（繁體））.
16. 1 2  .   [2022-07-04]. （原始内容存档于2022-07-06）.
17. 1 2  棄橘投綠 徐慶元︰建設優先 （页面存档备份，存于），自由時報
18. 1 2 3 4  台東》藍皮綠骨相爭 半數未表態 的存檔，存档日期2006-04-19.，聯合報
19. ↑  台東》徐慶元棄選 豬羊變色 的存檔，存档日期2013-11-03.，聯合報
20. 1 2 3  台東縣長補選鄺麗貞當選 （页面存档备份，存于），台灣年鑑，我的E政府
21. ↑  得票率藍消綠長 馬執政成績很難看 的存檔，存档日期2010-02-13.，聯合報
22. ↑  快訊／台東縣第一個民進黨立委！　民進黨賴坤成自行宣布當選 （页面存档备份，存于），NOWnews

### 書目
- 《重修臺灣省通志》＜卷八．職官志第一冊-文職表篇＞，劉寧顏，臺灣省文獻委員會，1993年
- 《中華民國在臺灣的政治變遷》，國立編譯館
- 《台灣與大陸政治評論集》，林清察，2006年
- 《台灣地方派系與權力結構》，王建民，2003年

## 外部連結
- 中央選舉委員會選舉資料庫